# Papatoetoe AFC
Papatoetoe AFC es un equipo de fútbol de la ciudad de Auckland, Nueva Zelanda. Juega en la Lotto Sport Italia NRFL Division 2, tercera división de la Federación de Fútbol de Auckland. En 1984, fue subcampeón de la ya extinta Liga Nacional, lo que representa hasta ahora, el mayor logro del club.

## Futbolistas
- Datos: Q7132512